# La diosa del asfalto (película)
La diosa del asfalto es una película dramática mexicana de 2020, dirigida por el cineasta Julián Hernández Pérez, escrita por Inés Morales y Susana Quiroz, y protagonizada por Mabel Cadena, Ximena Romo, Paulina Goto, Axel Arenas, Alejandra Herrera, Nelly González y Javier Oliván. La cinta está basada en los hechos reales de un grupo de mujeres conocidas como 'Las castradoras de Santa Fe', un grupo de mujeres que, en la década de los 80 le declaró la guerra a los violadores y abusadores, visibilizando así el movimiento feminista de aquella época.
La banda sonora está a cargo de Jessy Bulbo (ex Las Ultrasónicas) y cuenta con un pequeño cameo de Baby Bátiz, "la dama del Rock Mexicano".

## Sinopsis
Max regresa a su barrio de infancia convertida en vocalista de una banda de rock. Allí aguardan los recuerdos, las últimas noticias y las verdades que callaron durante años.

## Reparto
- Ximena Romo como Max.
- Mabel Cadena como Ramira.
- Paulina Goto como Muñeca.
- Nelly González como Carcacha.
- Samantha Orozco como Sonia.
- Axel Arenas como Pancho.
- Esteban Caicedo como Verrugas.
- Raquel Robles como La Tuca.
- Javier Oliván como Pitirijas.
- Claudia Lobo como Esperanza.
- Giovanna Zacarías como Clara.
- Jimena Mancilla como La Gata.
- María Balam como Zenaida.
- Fernanda Huerta como Jaina.
- Karla Cruz como Candela.
- Daphne Keller como Meco.
- Jessica Vite como China.
- Elena Gore como Boa.
- Irbin Corona como Jodas.
- Kobayashi Rétiz como Beto.
- Rafa Farías como Guicho.
- Alphonso Escobedo como Blondy.
- Diego Ramora como Cordo.
- Renato Gómez Martínez como Quintero.
- Norma Pablo como San Juana.
- Imix Lamak como Ramón.
- Maximiliano Uribe como Cesar.

. Alejandra Herrera como La guamita